# Baignade de chevaux
Baignade de chevaux è un cortometraggio del 1896 diretto da Gabriel Veyre.

## Trama
Alcuni cavalli vengono condotti nell'acqua ma, impauriti da un gruppo di anatre che vengono dalla parte opposta, tornano indietro.

## Location
- Guadalajara, Jalisco, Mexico